# Matilda de Percy
Matilda de Percy, condesa de Warwick (h. 1140–h. octubre de 1204), fue una noble y heredera del siglo XII. Fue la esposa de William de Beaumont, III conde de Warwick (m. 1184); y, en 1174, se convirtió en la coheredera de la extensa baronía de Yorkshire junto a su hermana menor Agnes.

## Heredera
Matilda fue hija de William II de Percy, un noble de Yorkshire que era señor de Topcliffe y Seamer e hijo de Alan de Percy. Ella misma cuenta en una de sus cédulas que nació en el señorío de Catton, perteneciente a los Percy, donde recibió el bautismo. William fue un partidario del rey Esteban en las guerras civiles que hubo durante su reinado y ocupó el cargo de sheriff de York durante la mayor parte de ese período. Contrajo un matrimonio de prestigio con Alice de Tonbridge, hija de Richard de Clare. Al morir su padre en 1174, poco después de la de su hermano Alan, Matilda pasó a ser la coheredera de las propiedades de los Percy con su hermana Agnes. Ambas mujeres resultaban unas candidatas casaderas muy atractivas, y existían unas complejas negociaciones entre el rey Enrique II, sus posibles maridos y las propias damas en cuanto al futuro de éstas; ello supuso un arbitraje que tuvo lugar en 1175 para dividir la baronía de Percy, cuyo texto se conserva. De esto se desprende que a Agnes le fue mejor, ya que se aseguró un mayor número de señoríos de las tierras bajas de los Percy ubicados en el valle de York; mientras que Matilda se quedó con los núcleos de Tadcaster y Spofforth, pero con más propiedades de menor valor en las tierras altas de Craven. Anges se casó con Joscelin de Lovaina, y de ella desciende la segunda línea de los Percy, pues sus hijos adquirieron el apellido de Agnes. Matilda se casó con el conde William de Warwick, del que obtuvo solo un modesto usufructo viudal: el señorío de East Knoyle, en Wiltshire.

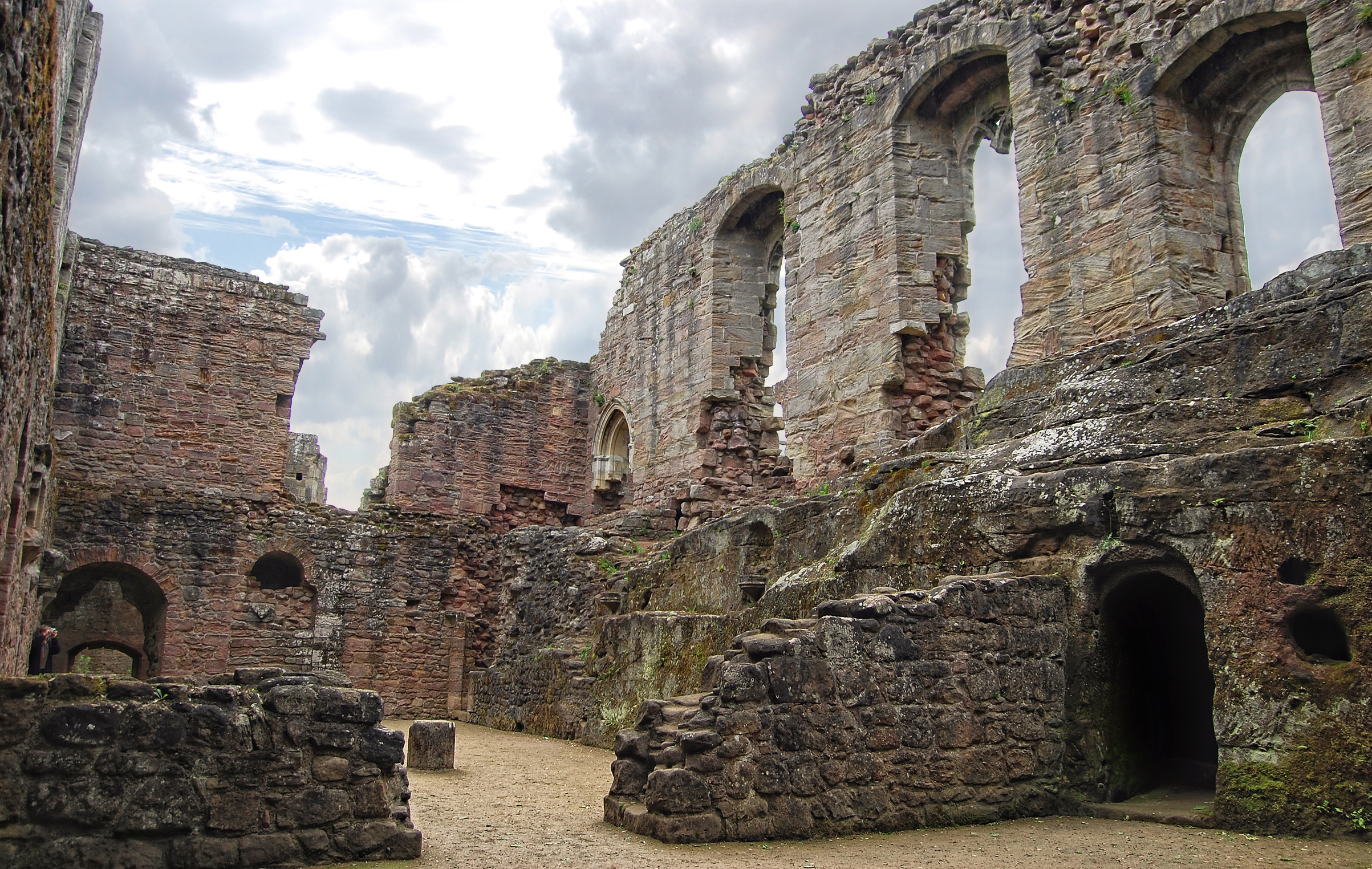
Spofforth (Yorkshire del Norte),uno de los castillos de Matilda

## Condesa de Warwick
Una de las particularidades del acuerdo matrimonial de Matilda era la de conservar cierto grado de control personal sobre la herencia de Percy, algo fuera de lo común. Se lo debieron imponer al conde William ella misma y sus consejeros, ya que no le convenía ni a él ni al rey que ella lo tuviera. Existen varias cédulas en las que consta que se hicieron concesiones de Yorkshire en vida de su marido, en especial su dotación, antes de 1181, de la abadía de Sawley (Craven), perteneciente a su padre y en situación de pobreza, junto con las tierras del antiguo hospital de Tadcaster. Las esperanzas que el conde William hubiera tenido en el matrimonio se vieron frustradas al morir sin descendencia en 1184. Matilda negoció con habilidad una gran multa de 700 marcos que tenía con el rey Enrique II a fin de mantener el control de su herencia y no volver a casarse. Durante dos décadas vivió como una terrateniente influyente y activa del norte. En 1189, pensó en fundar su propio priorato de canónigos agustinos en la iglesia de Tadcaster, pero decidió donarlo a los monjes de Sawley, que se encontraban en quiebra financiera. Fue una generosa benefactora de varios monasterios de Yorkshire, pero sobre todo a los cistercienses de la abadía de Fountains. En 1199, declaró su intención de ser sepultada en Fountains; sin embargo, cuando su muerte tuvo lugar a finales de 1204, parece que había cambiado de parecer y pidió que la enterraran en la abadía de Sawley, por lo que los monjes de Fountains traspasaron los derechos de su entierro. Es probable que ese cambio y su apoyo prolongado a Sawley se debiera a que su padre y otros miembros de su familia estaban enterrados allí. Sus tierras pasaron a manos de su sobrino Henry de Percy, primogénito de su hermana Agnes.